# Guadalcanal (Sevilla)
Guadalcanal er en by og kommune i det sydlige Spanien i provinsen Sevilla. Den har et indbyggertal på 2.522 (2024) indbyggere.